# Campeonato Mundial de Atletismo de 2007 - 100 m com barreiras feminino
A competição dos 100 metros com barreiras feminino no Campeonato Mundial de Atletismo de 2007 foi realizada no Estádio Nagai, em Osaka, no Japão, entre os dias 27  a 29 de agosto de 2007.

## Recordes
Antes desta competição, os recordes mundiais e do campeonato nesta prova eram os seguintes:
| Tipo                  | Atleta           | Tempo | Local        | Data                  |
| --------------------- | ---------------- | ----- | ------------ | --------------------- |
|                       | Yordanka Donkova | 12.21 | Stara Zagora | 20 de agosto de 1988  |
| Recorde do campeonato | Ginka Zagorcheva | 12.34 | Roma         | 4 de setembro de 1987 |

## Medalhistas
| Ouro                 | Prata                  | Bronze                       |
| Michelle Perry (USA) | Perdita Felicien (CAN) | Delloreen Ennis-London (JAM) |

## Calendário
Todos os horários estão no horário local (UTC+9)
| Data         | Horário | Fase          |
| ------------ | ------- | ------------- |
| 27 de agosto | 10:10   | Eliminatórias |
| 28 de agosto | 19:35   | Semifinal     |
| 29 de agosto | 21:05   | Final         |

## Resultados

### Eliminatórias
Qualificação: Os 3 primeiros de cada bateria (Q) e os 4 melhores tempos (q) avançam para as semifinais.
| Pos. | Bateria | Atleta                  | Nacionalidade  | Tempo | Notas                |
| ---- | ------- | ----------------------- | -------------- | ----- | -------------------- |
| 1    | 4       | Susanna Kallur          | Suécia         | 12.66 | Q                    |
| 2    | 1       | Michelle Perry          | Estados Unidos | 12.72 | Q                    |
| 3    | 3       | Perdita Felicien        | Canadá         | 12.73 | Q                    |
| 4    | 4       | Delloreen Ennis-London  | Jamaica        | 12.74 | Q                    |
| 5    | 3       | Virginia Powell         | Estados Unidos | 12.76 | Q                    |
| 6    | 3       | Vonette Dixon           | Jamaica        | 12.77 | Q                    |
| 7    | 2       | Nevin Yanit             | Turquia        | 12.78 | Q                    |
| 8    | 2       | Angela Whyte            | Canadá         | 12.81 | Q                    |
| 9    | 1       | Sally McLellan          | Austrália      | 12.85 | Q                    |
| 10   | 2       | LoLo Jones              | Estados Unidos | 12.86 | Q                    |
| 11   | 1       | Adrianna Lamalle        | França         | 12.88 | Q                    |
| 11   | 3       | Flora Redoumi           | Grécia         | 12.88 | q,                   |
| 13   | 4       | Nichole Denby           | Estados Unidos | 12.91 | Q                    |
| 13   | 4       | Anay Tejeda             | Cuba           | 12.91 | q                    |
| 13   | 1       | Derval O'Rourke         | Irlanda        | 12.91 | q                    |
| 16   | 2       | Lacena Golding-Clarke   | Jamaica        | 12.92 | q                    |
| 17   | 1       | Priscilla Lopes         | Canadá         | 12.94 |                      |
| 18   | 2       | Aleksandra Antonova     | Rússia         | 12.95 | Recorde da temporada |
| 19   | 4       | Eline Berings           | Bélgica        | 12.97 | Recorde nacional     |
| 20   | 4       | Tatyana Pavliy          | Rússia         | 12.99 |                      |
| 21   | 3       | Yevgeniya Snihur        | Ucrânia        | 13.01 |                      |
| 22   | 4       | Miriam Bobková          | Eslováquia     | 13.04 | Recorde nacional     |
| 23   | 2       | Aurelia Trywiańska      | Polónia        | 13.05 |                      |
| 24   | 2       | Christina Vukicevic     | Noruega        | 13.07 | Recorde pessoal      |
| 25   | 2       | Jenny Kallur            | Suécia         | 13.08 | Recorde da temporada |
| 26   | 1       | Toyin Augustus          | Nigéria        | 13.10 |                      |
| 27   | 3       | Natalya Ivoninskaya     | Cazaquistão    | 13.12 |                      |
| 28   | 3       | Nadine Faustin-Parker   | Haiti          | 13.16 |                      |
| 29   | 1       | Edit Vári               | Hungria        | 13.28 |                      |
| 30   | 4       | Mami Ishino             | Japão          | 13.29 |                      |
| 31   | 3       | Esen Kizildag           | Turquia        | 13.48 | Recorde da temporada |
| 32   | 1       | Jeimy Bernardez         | Honduras       | 14.35 |                      |
| 33   | 3       | Sumita Rani             | Bangladesh     | 14.89 | Recorde da temporada |
| 34   | 1       | María Gabriela Carrillo | El Salvador    | 15.78 |                      |

### Semifinal
Qualificação: Os 4 primeiros de cada bateria (Q) avançam para as finais.
| Pos. | Bateria | Atleta                 | Nacionalidade  | Tempo | Notas                |
| ---- | ------- | ---------------------- | -------------- | ----- | -------------------- |
| 1    | 2       | Michelle Perry         | Estados Unidos | 12.55 | Q                    |
| 2    | 2       | Perdita Felicien       | Canadá         | 12.61 | Q,                   |
| 3    | 1       | Susanna Kallur         | Suécia         | 12.64 | Q                    |
| 4    | 1       | Angela Whyte           | Canadá         | 12.65 | Q                    |
| 4    | 2       | Vonette Dixon          | Jamaica        | 12.65 | Q,                   |
| 6    | 1       | Delloreen Ennis-London | Jamaica        | 12.67 | Q                    |
| 6    | 2       | Virginia Powell        | Estados Unidos | 12.67 | Q                    |
| 8    | 1       | LoLo Jones             | Estados Unidos | 12.68 | Q                    |
| 9    | 1       | Nichole Denby          | Estados Unidos | 12.80 | Recorde da temporada |
| 10   | 2       | Sally McLellan         | Austrália      | 12.82 |                      |
| 11   | 1       | Lacena Golding-Clarke  | Jamaica        | 12.85 | Recorde da temporada |
| 12   | 1       | Nevin Yanit            | Turquia        | 12.85 |                      |
| 13   | 1       | Flora Redoumi          | Grécia         | 12.88 | Recorde da temporada |
| 14   | 2       | Anay Tejeda            | Cuba           | 12.89 |                      |
| 15   | 2       | Adrianna Lamalle       | França         | 12.93 |                      |
| 16   | 2       | Derval O'Rourke        | Irlanda        | 12.98 |                      |

### Final
A final ocorreu dia 29 de agosto às 21:05.
| Pos.              | Raia | Atleta                 | Nacionalidade  | Tempo | Notas                |
| ----------------- | ---- | ---------------------- | -------------- | ----- | -------------------- |
| Medalha de ouro   | 6    | Michelle Perry         | Estados Unidos | 12.46 |                      |
| Medalha de prata  | 4    | Perdita Felicien       | Canadá         | 12.49 | Recorde da temporada |
| Medalha de bronze | 3    | Delloreen Ennis-London | Jamaica        | 12.50 | Recorde pessoal      |
| 4                 | 5    | Susanna Kallur         | Suécia         | 12.51 | Recorde pessoal      |
| 5                 | 9    | Virginia Powell        | Estados Unidos | 12.55 |                      |
| 6                 | 2    | LoLo Jones             | Estados Unidos | 12.62 |                      |
| 7                 | 8    | Vonette Dixon          | Jamaica        | 12.64 | Recorde pessoal      |
| 8                 | 7    | Angela Whyte           | Canadá         | 12.66 |                      |

Legenda
| Recorde mundial       | Recorde mundial (World record)               |                       | Recorde africano                      | Recorde africano (African) |                                           | Q | Classificado por posição (Qualified) |
| Recorde do campeonato | Recorde do campeonato (Championship record)  | Recorde da América    | Recorde da América (Americas)         | q                          | Classificado por melhor tempo (Qualified) |   |                                      |
| Melhor marca do ano   | Melhor marca do ano (World leading)          | Recorde asiático      | Recorde asiático (Asian)              | DNS                        | Não largou (Did not start)                |   |                                      |
| Recorde nacional      | Recorde nacional (National record)           | Recorde europeu       | Recorde europeu (European)            | DNF                        | Não terminou (Did not finish)             |   |                                      |
| Recorde pessoal       | Recorde pessoal do atleta (Personal best)    | Recorde da Oceania    | Recorde da Oceania (Oceania)          | DSQ / DQ                   | Desclassificado (Disqualified)            |   |                                      |
| Recorde da temporada  | Recorde da temporada do atleta (Season best) | Recorde sul-americano | Recorde sul-americano (South America) | NM                         | Sem marca (No mark)                       |   |                                      |